# Gilmore Car Museum

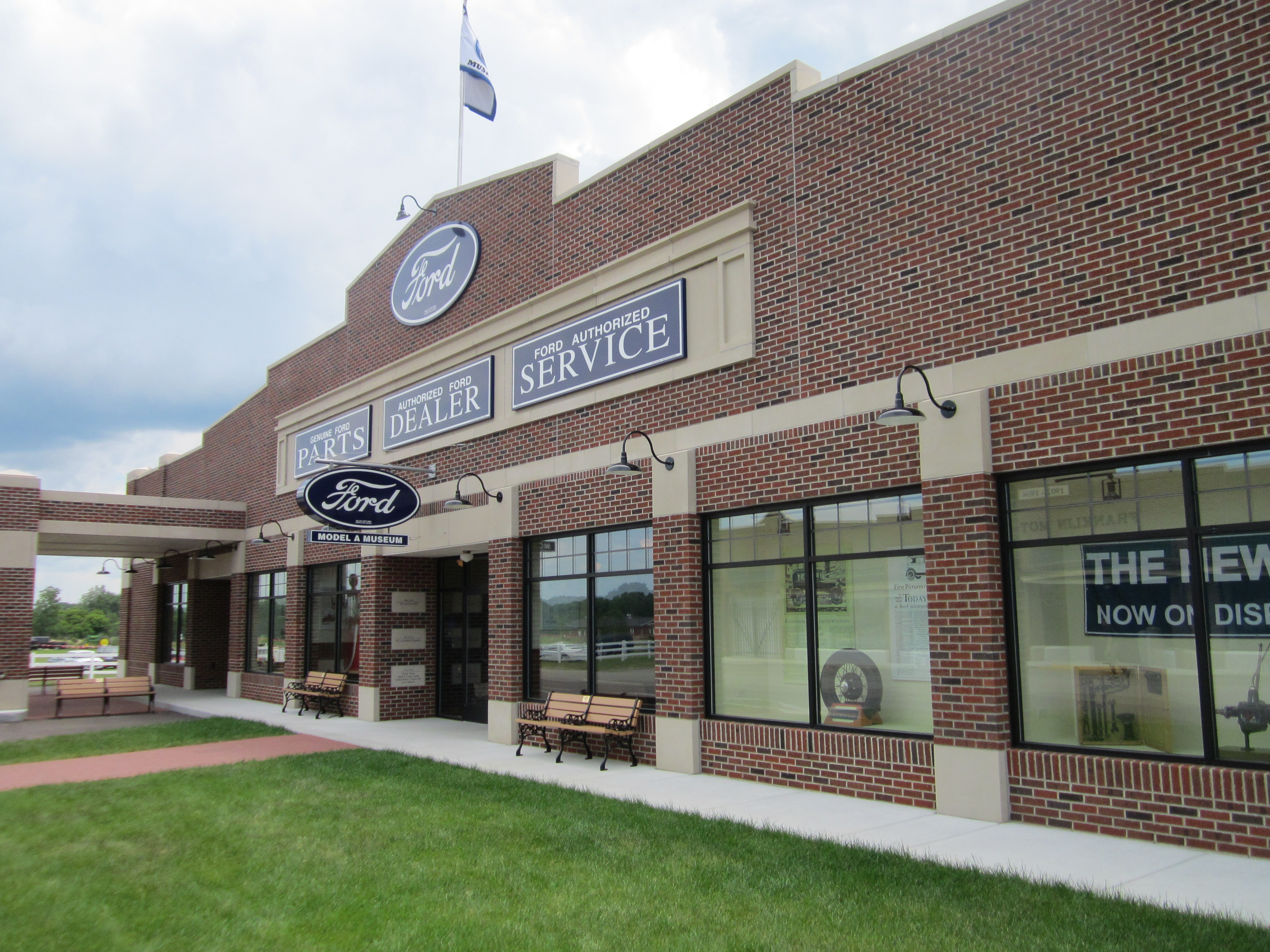
Model A Ford Museum

Das Gilmore Car Museum befindet sich in Hickory Corners, rund 20 Kilometer südwestlich von Hastings im Barry County im US-Bundesstaat Michigan. Es wurde von Donald S. Gilmore 1966 gegründet. Auf einer Fläche von ca. 35,4 Hektar und mehr als einem Dutzend Gebäuden werden Oldtimer gezeigt. Angeschlossen ist das Model A Ford Museum.
Das Museum arbeitet als Non-Profit-Organisation.

## Ausstellungsstücke
Das Museum wurde im Jahr 1966 eröffnet. Von Jahr zu Jahr wuchs die Anzahl der ausgestellten Automobile an. Ende 2015 wurden bereits über 300 Exponate gezeigt. Es werden überwiegend in den USA produzierte Modelle von Personenkraftwagen, schwerpunktmäßig aus den 1920er und 1930er Jahren präsentiert.

## Exponate (Auswahl)

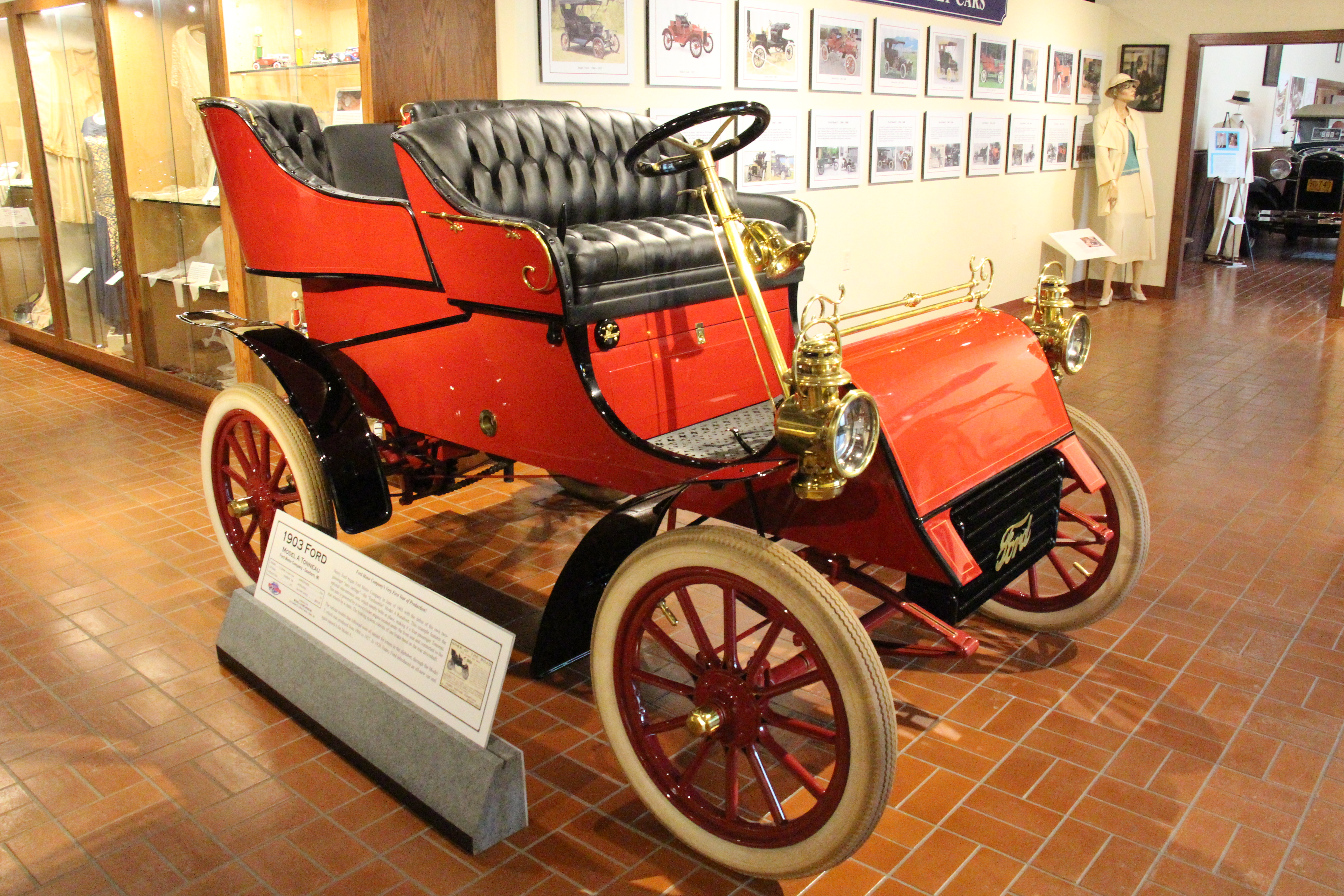
1903 Ford Model A Tonneau
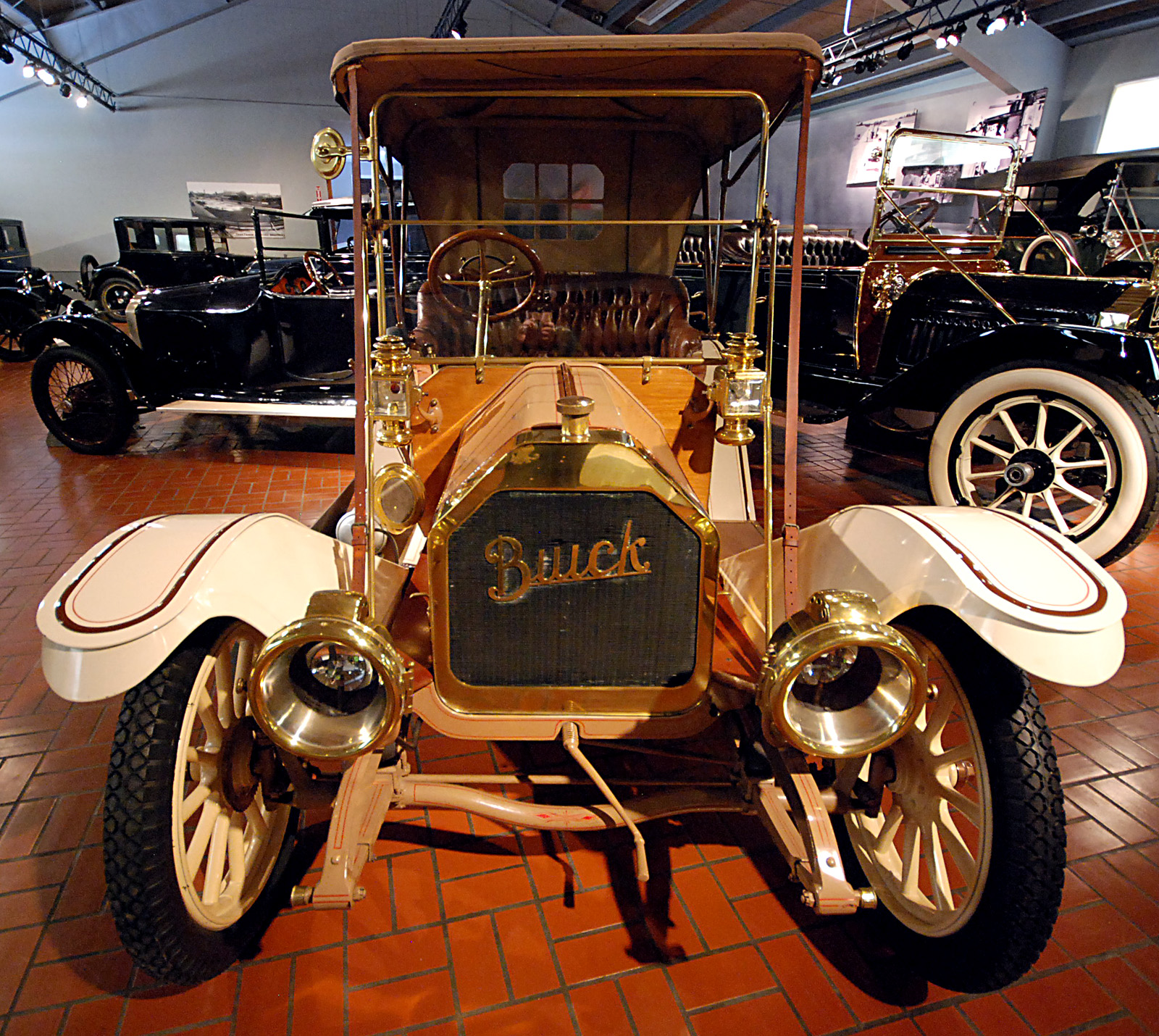
1911 Buick
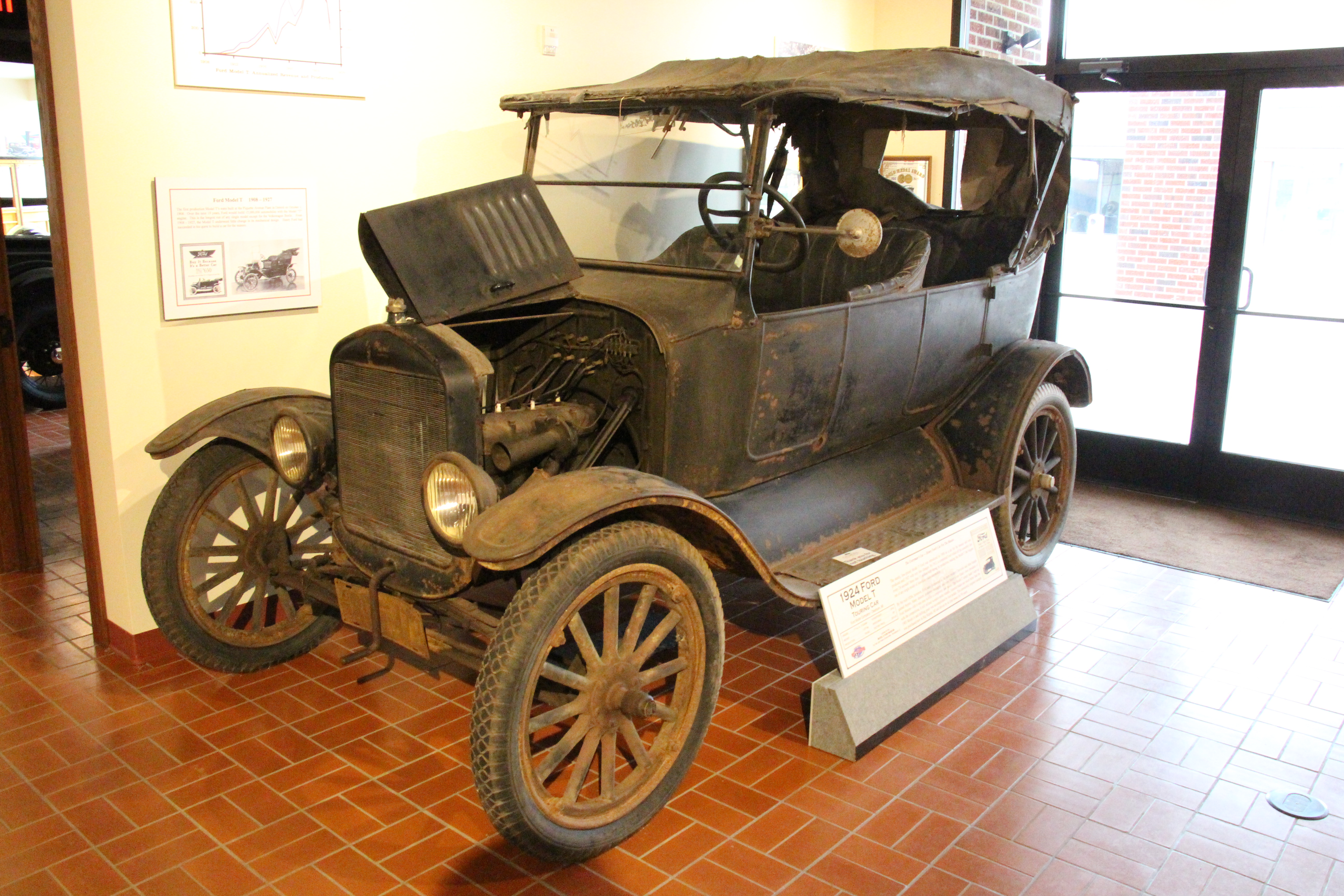
1924 Ford T Tourer (Tin Lizzie)
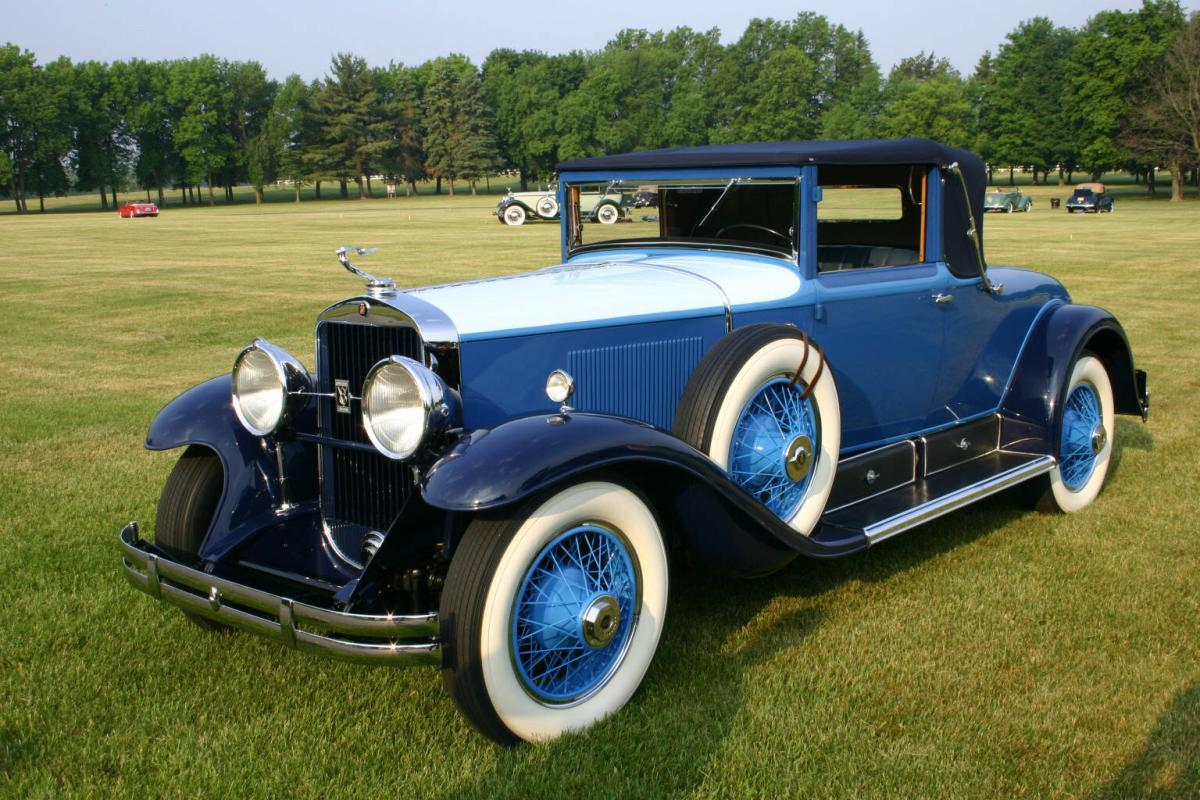
1929 Cadillac
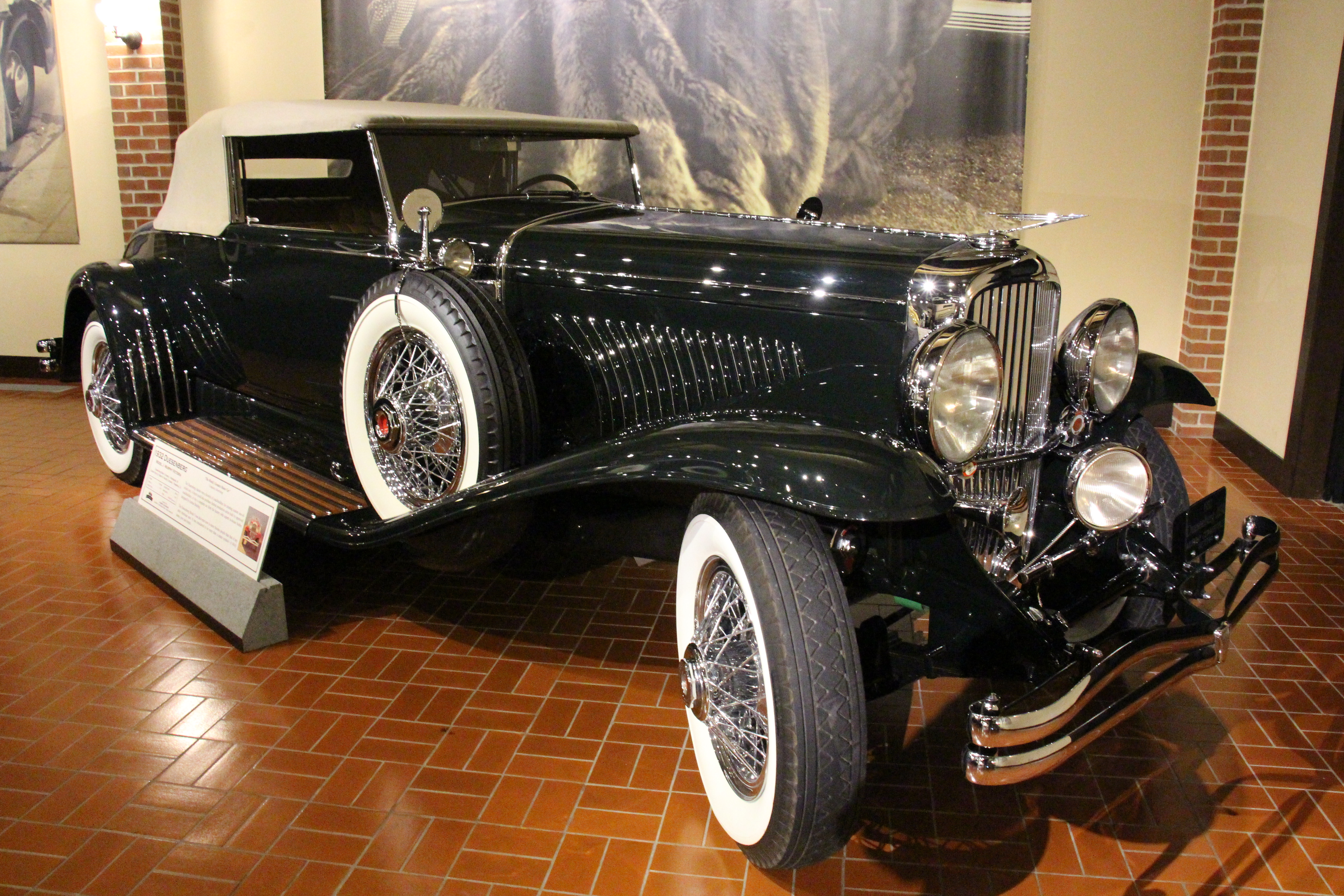
1932 Duesenberg Model J Roadster
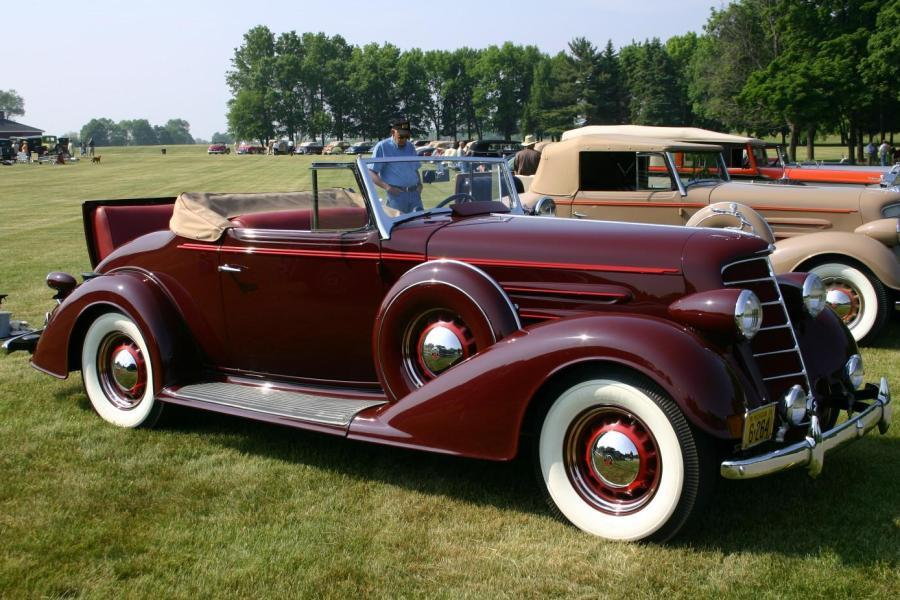
1934 Oldsmobile
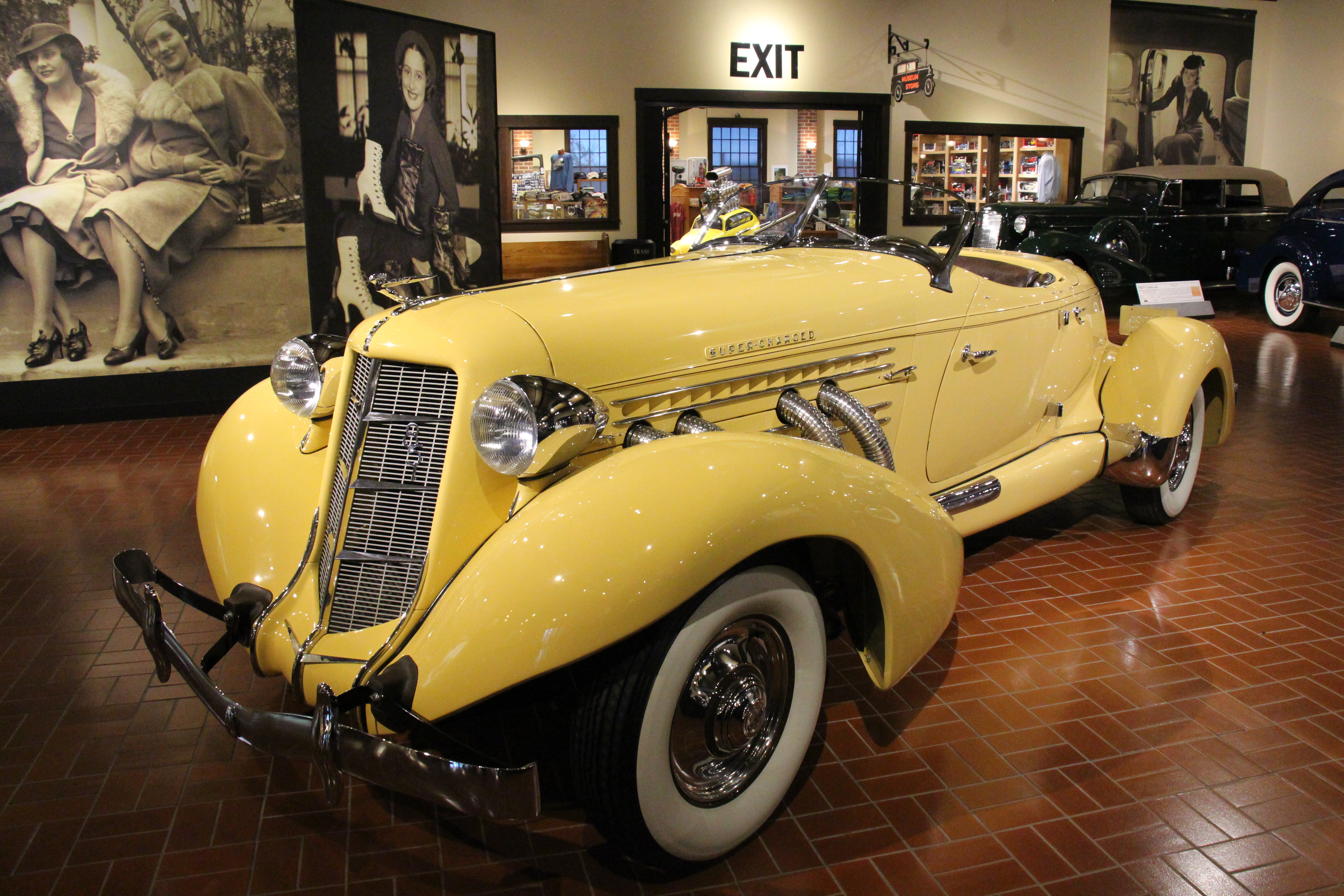
1935 Auburn 851
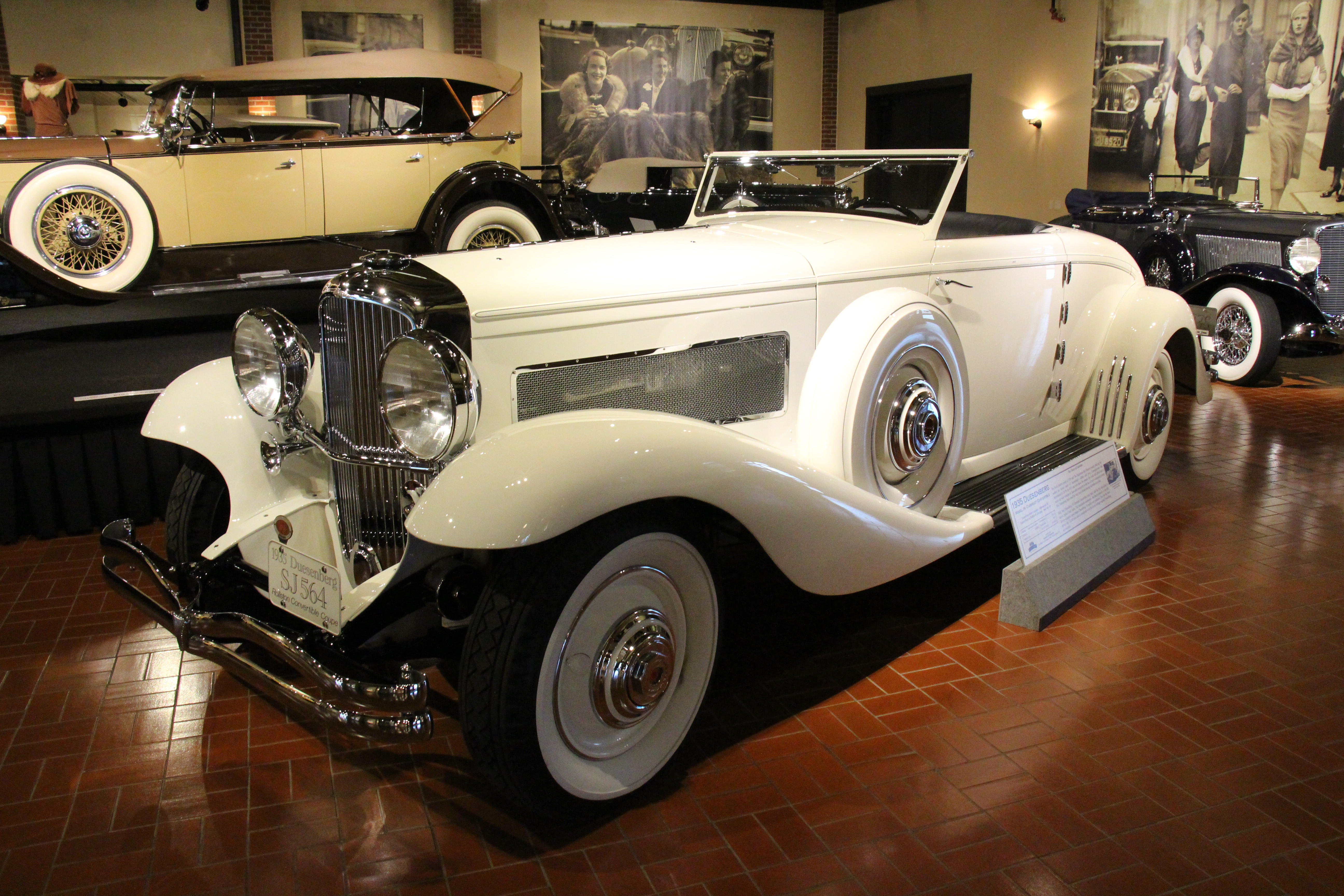
1935 Duesenberg JN Cabriolet
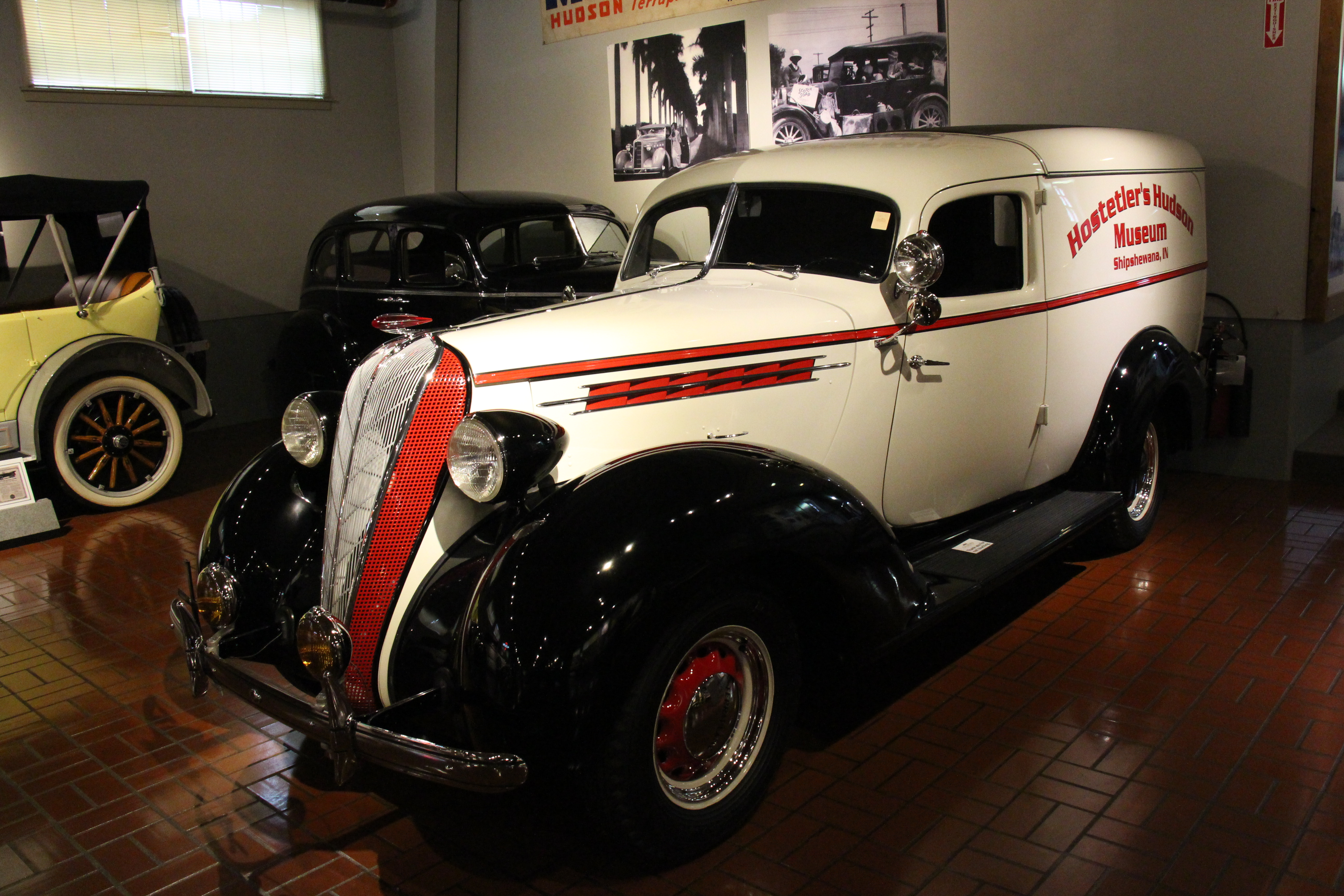
1936 Terraplane
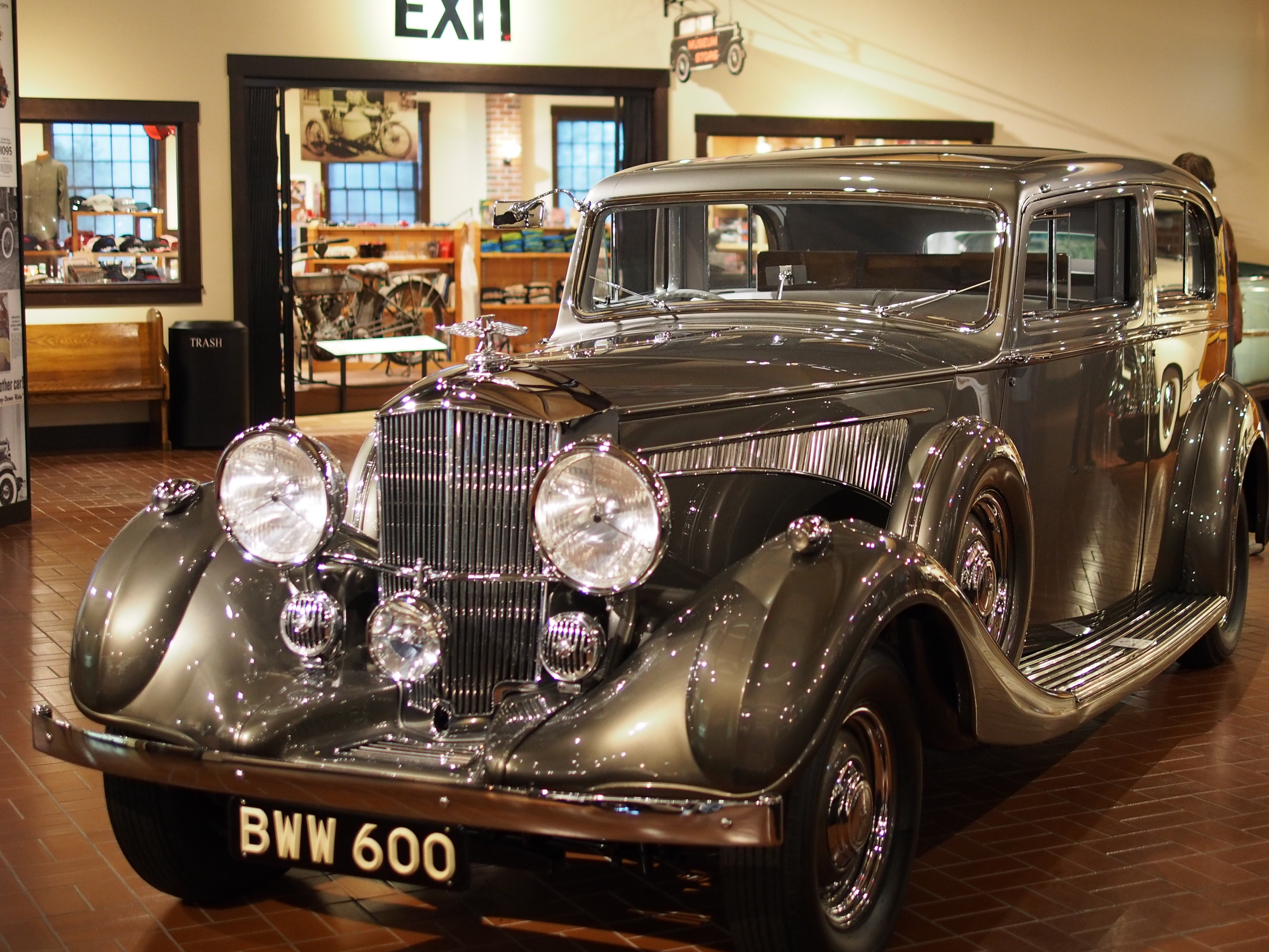
1937 Railton Rippon
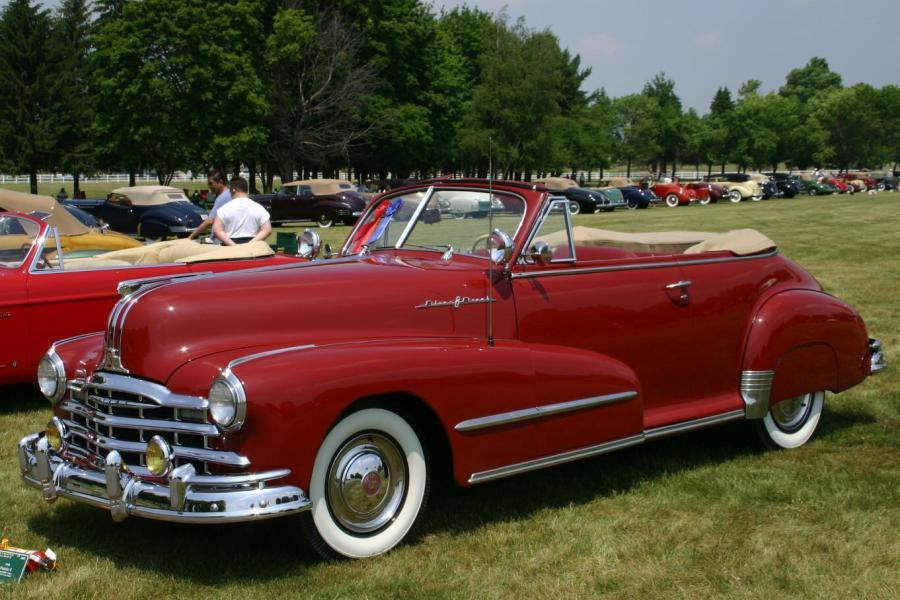
1948 Pontiac
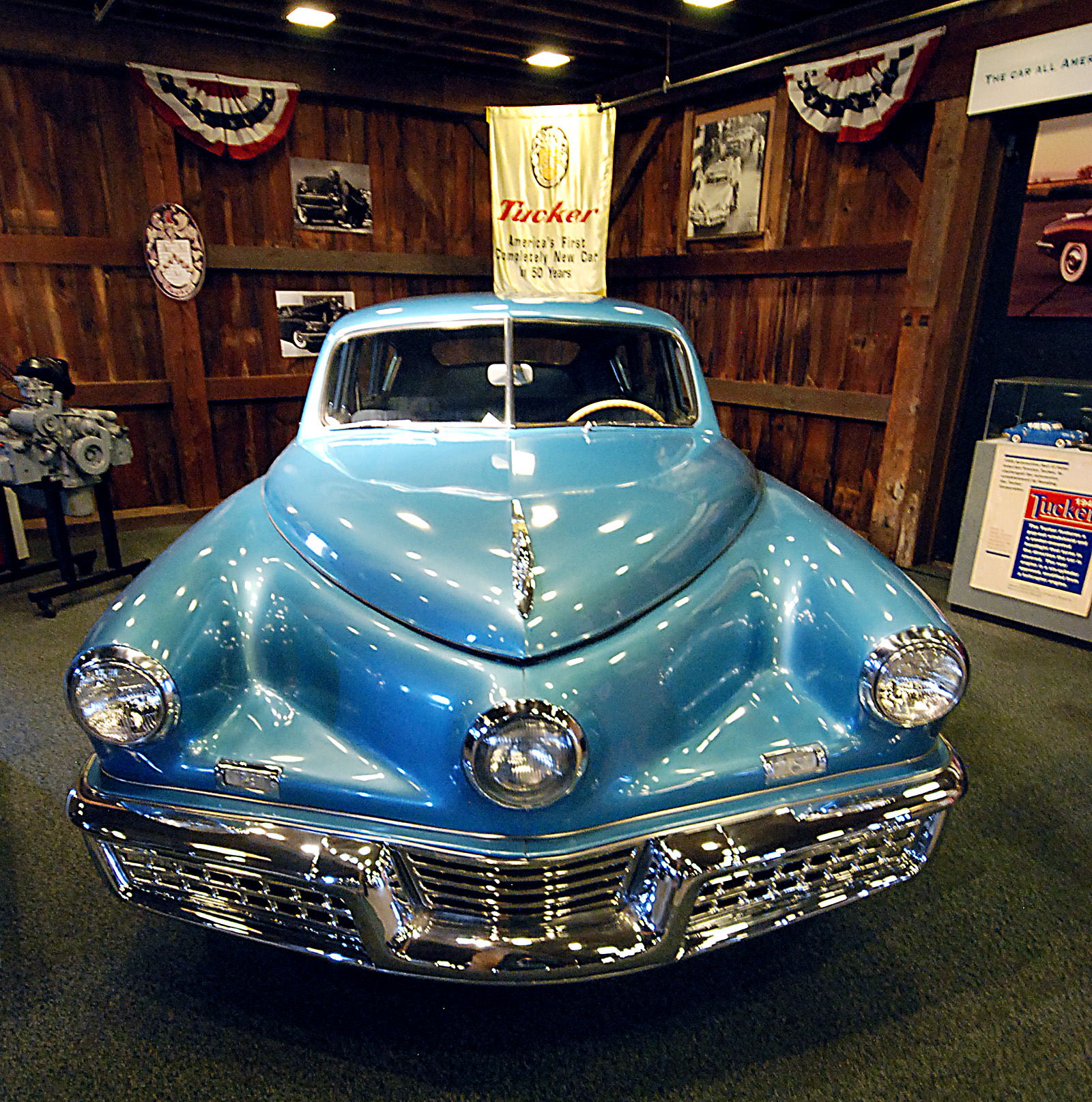
1948 Tucker ’48